# Centranthus amazonum
Centranthus amazonum Fridlender & A.Raynal – gatunek rośliny z rodziny kozłkowatych (Valerianaceae Batsch). Występuje endemicznie na włoskiej wyspie Sardynii. 

## Rozmieszczenie geograficzne
Rośnie endemicznie na włoskiej wyspie Sardynii. Został zaobserwowany tylko w Monti del Gennargentu na stokach góry Monte Oliena, w środkowo-wschodniej części wyspy. 

## Morfologia

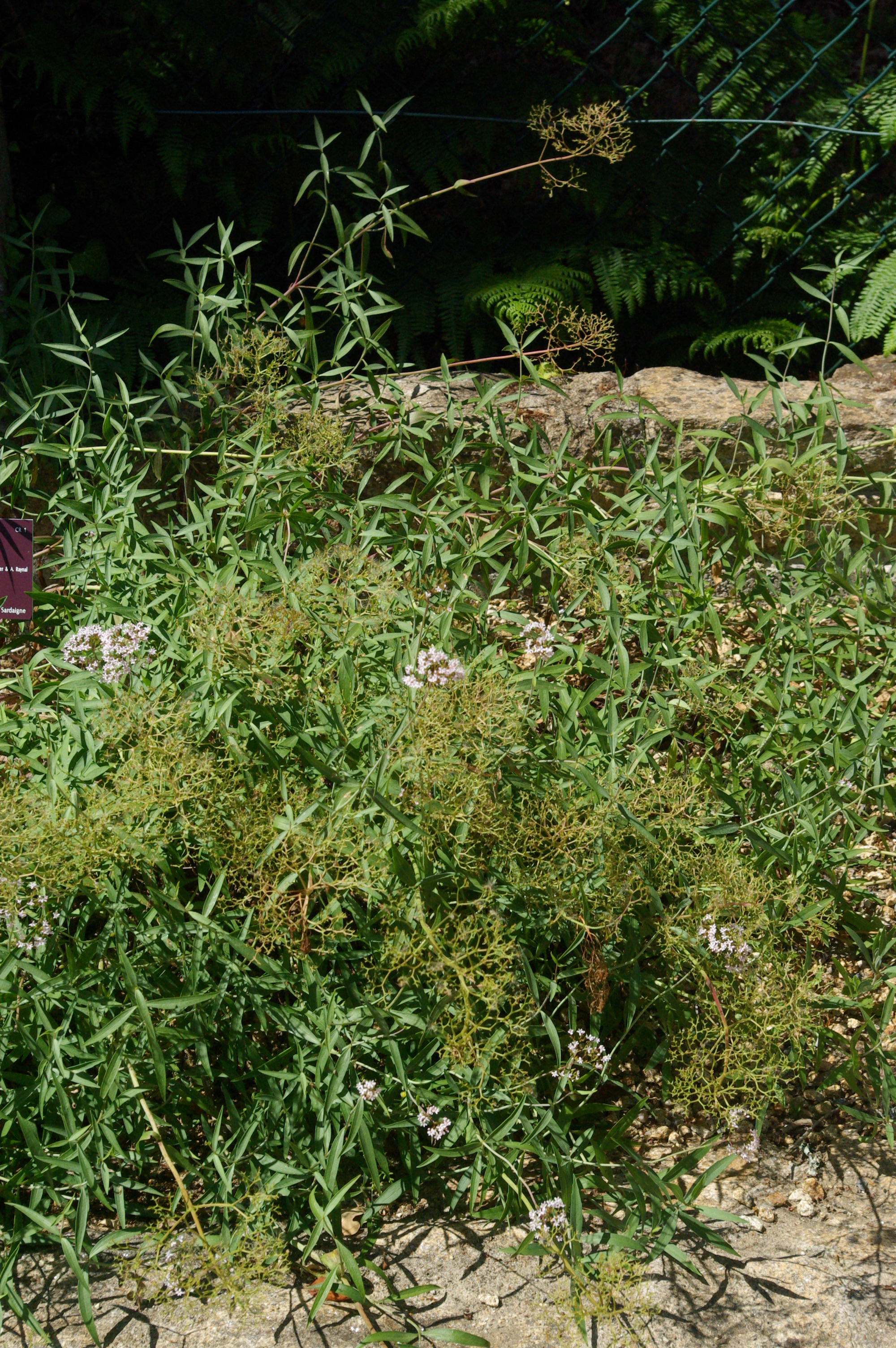
Pokrój

PokrójBylina zielna, skupiona, dorastająca do 45–90 cm wysokości. Łodyga jest zdrewniała, wyprostowana, skręcona, ma siną barwę ze smugami, bardzo rozgałęziona z krótkimi odgałęzieniami. Także korzenie drugorzędne są zdrewniałe.
LiścieNaprzeciwległe. Mają owalnie lancetowaty kształt i siną barwę. Mierzą 5–10 cm długości i 1,5–3 cm szerokości. Mają 3–7 par żyłek, mniej lub bardziej równoległych.
KwiatyZebrane w baldachogrona. Kwiaty mają białoróżową barwę.
OwoceNiełupki z puchem kielichowym o długości 5–6 cm, który przystosowany jest do wiatrosiewnego rozprzestrzeniania się.

## Biologia i ekologia
Rośnie w wąwozach oraz na klifach w szczelinach skalnych. Występuje na wysokości około 1200 m, a według innych źródeł od 1300 do 1400 m n.p.m. Preferuje wapienne podłoże. Najlepiej rośnie w miejscach zacienionych. Kwitnie od maja do lipca, natomiast owoce pojawiają się od czerwca do lipca. 

## Ochrona
W Czerwonej księdze gatunków zagrożonych został zaliczony do kategorii CR – gatunków krytycznie zagrożonych. Roślina znana jest tylko z jednej subpopulacji, której liczebność jest mniejsza niż 50 osobników. Jej mały rozmiar sprawia, że gatunek ten jest bardzo wrażliwy na czynniki zewnętrzne, szczególnie takie jak wypasu kóz, zbieranie okazów przez kolekcjonerów czy ewentualnie osuwiska. Jego niska różnorodność genetyczna może także ograniczyć zdolność gatunku do adaptacji do zmieniających się warunków środowiskowych. Zagrożeniem jest również rozwój infrastruktury turystycznej. Budowa dróg sprzyja rozprzestrzenianiu się obcych gatunków inwazyjnych, zwłaszcza ostrogowca czerwonego (Centranthus ruber), który może krzyżować się z C. amazonum. 
Ten gatunek jest uprawiany w Conservatoire botanique national de Brest we Francji, a jego nasiona są wysyłane do Conservatoire botanique national méditerranéen de Porquerolles. Nie podjęto jeszcze żadnych działań prawnych na rzecz ochrony tego gatunku, jak również nie jest chroniony in situ, ponieważ gatunek ten został po raz pierwszy opisany relatywnie niedawno – w 1998 roku.